# Yarnell, Arizona
Yarnell je naseljeno područje za statističke svrhe u američkoj saveznoj državi Arizona. Prema popisu stanovništva iz 2010. u njemu je živjelo 649 stanovnika.